# 671 (numero)
Seicentosettantuno è il numero naturale dopo il 670 e prima del 672.

## Proprietà matematiche
- È un numero dispari.
- È un numero composto, con i seguenti 4 divisori: 1, 11, 61, 671. Poiché la somma dei suoi divisori (escluso il numero stesso) è 73 < 671, è un numero difettivo.
- È un numero semiprimo.
- È un numero 14-gonale.
- È un numero felice.
- È un numero congruente.
- È parte delle terne pitagoriche (121, 660, 671), (671, 1800, 1921), (671, 3660, 3721), (671, 20460, 20471), (671, 225120, 225121).

## Astronomia
- 671 Carnegia è un asteroide della fascia principale del sistema solare.
- NGC 671 è una galassia spirale della costellazione dell'Ariete.

## Astronautica
- Cosmos 671 è un satellite artificiale russo.